# Elecciones municipales de 1979 en Barcelona
Las primeras elecciones municipales de la democracia española tras el franquismo tuvieron lugar el martes 3 de abril de 1979. 
El alcalde titular Manuel Font-Altaba fue el encargado de la preparación de las primeras elecciones democráticas, el alcalde electo Narcís Serra reconoció la eficacia y juego limpio de Font-Altaba en este respecto.

## Resultados
Los resultados completos se detallan a continuación:
| Candidatura     | Candidatura                                           | Votos     | %                              | Concejales                     |
| --------------- | ----------------------------------------------------- | --------- | ------------------------------ | ------------------------------ |
|                 | Partit dels Socialistes de Catalunya (PSC-PSOE)       | 272 512   | 34,05                          | 16                             |
|                 | Partit Socialista Unificat de Catalunya (PSUC)        | 151 288   | 18,90                          | 9                              |
|                 | Convergència i Unió (CiU)                             | 148 806   | 18,59                          | 8                              |
|                 | Centristes de Catalunya-UCD (CC-UCD)                  | 133 885   | 16,73                          | 8                              |
|                 | Esquerra Republicana de Catalunya-FNC (ERC-FNC)       | 41 845    | 5,23                           | 2                              |
|                 |                                                       |           |                                |                                |
|                 | Coalición Democrática (CD)                            | 24 039    | 3,00                           | 0                              |
|                 | Partit dels Treballadors de Catalunya-UC (PTC-UC)     | 8832      | 1,10                           | 0                              |
|                 | Moviment Comunista de Catalunya - OEC (MCC-OEC)       | 4259      | 0,53                           | 0                              |
|                 | Partit Socialista d'Alliberament Nacional (PSAN)      | 3123      | 0,39                           | 0                              |
|                 | Democracia Social Cristiana de Cataluña (DSCC)        | 2950      | 0,37                           | 0                              |
|                 | Liga Comunista Revolucionaria (LCR)                   | 1939      | 0,24                           | 0                              |
|                 | Fuerza Nueva (FN)                                     | 0         | 0,00                           | 0                              |
|                 | Izquierda Republicana (IR)                            | 0         | 0,00                           | 0                              |
|                 | Bloc d'Esquerra Catalana (BEC)                        | 0         | 0,00                           | 0                              |
|                 | Acció Municipal Democràtica (AMD)                     | 0         | 0,00                           | 0                              |
|                 | Lista por unas Cortes Obreras (LCO)                   | 0         | 0,00                           | 0                              |
|                 | Organización Revolucionaria de los Trabajadores (ORT) | 0         | 0,00                           | 0                              |
| Votos en blanco | Votos en blanco                                       | 2547      | 0,32                           | n/a                            |
| Votos vàlidos   | Votos vàlidos                                         | 800 428   | 100                            | 43                             |
| Votos nulos     | Votos nulos                                           | 2991      | Participación:\| \| 54.27 % \| | Participación:\| \| 54.27 % \| |
| Votantes        | Votantes                                              | 803 419   | Participación:\| \| 54.27 % \| | Participación:\| \| 54.27 % \| |
| Electores       | Electores                                             | 1 480 453 | Participación:\| \| 54.27 % \| | Participación:\| \| 54.27 % \| |
|                 | 54.27 %                                               |           |                                |                                |

## Investiduras de los alcaldes
Durante esta legislatura hubo dos investiduras: la de Narcís Serra al concluir las elecciones y la de Pasqual Maragall cuando Serra dejó el cargo de alcalde en 1982 para entrar en el gobierno de España.

### Primera investidura
La primera investidura ocurrió el 19 de abril de 1979 y el resultado fue el siguiente:
| Votación de investidura de Narcís Serra (PSC) Mayoría absoluta: 22/43 |       |                                      |
| Candidato                                                             | Votos | Partidos votantes                    |
| Narcís Serra                                                          | 35    | PSC (16), PSUC (9), CiU (8), ERC (2) |
| Carlos Güell                                                          | 8     | CC-UCD (8)                           |

Narcís Serra consiguió una mayoría absoluta y formó un gobierno de coalición que contó con todos los partidos que apoyaron su investidura hasta mayo de 1980 cuando se quedaron solo el PSC y PSUC en la coalición.

### Segunda investidura
La segunda investidura ocurrió el 2 de diciembre de 1982 y el resultado fue el siguiente:
| Votación de investidura de Pasqual Maragall (PSC) Mayoría absoluta: 22/43 |       |                     |
| Candidato                                                                 | Votos | Partidos votantes   |
| Pasqual Maragall                                                          | 25    | PSC (16), PSUC (9)  |
| Voto en blanco                                                            | 13    | CiU (8), CC-UCD (5) |
| Abstención                                                                | 2     | ERC (2)             |
| Miembros ausentes                                                         | 3     | CC-UCD (3)          |

Cuando Serra deja el cargo para ser nombrado ministro de defensa, su teniente de alcalde Pasqual Maragall tiene que ser investido para ser alcalde, manteniendo la coalición que tenía Serra entre el PSC y PSUC durante el resto de la legislatura.
Los tres miembros ausentes fueron: Carlos Güell, Josep Miró y Jordi Guillén. Todos miembros del partido de Centristes de Catalunya-UCD.